# Alfred Serreqi
Alfred Engjell Serreqi (ur. 24 września 1938 w Szkodrze) – albański polityk i lekarz, w latach 1992-1996 minister spraw zagranicznych w rządzie Aleksandra Meksiego.

## Życiorys
W roku 1960 ukończył studia medyczne na Wydziale Lekarskim Uniwersytetu Tirańskiego. W latach 1960–1970 pracował w przychodni w Fushë Arrëz, a następnie w latach 1970-1990 w Laçu. W 1991 objął stanowisko wiceministra zdrowia. W tym samym roku związał się z Demokratyczną Partią Albanii, pełniąc w niej funkcję koordynatora d.s polityki zagranicznej.
Po wyborach parlamentarnych w 1992 objął stanowisko ministra spraw zagranicznych w rządzie Aleksandra Meksiego. W 1993 uczestniczył w rozmowach z Karolosem Papuliasem, zmierzających do pojednania grecko-albańskiego i rozwiązania kwestii mniejszościowych. W maju 1993 Serreqi odwiedził Polskę (była to pierwsza w historii wzajemnych kontaktów wizyta na tak wysokim szczeblu). 4 grudnia 1994 przemawiał na 49 sesji Zgromadzenia Ogólnego ONZ mówiąc o zagrażającym jego krajowi greckim nacjonalizmie.
W 1996 wyjechał do USA, aby w obliczu wyborów zabiegać o poparcie administracji amerykańskiej. 8 maja 1996 spotkał się z sekretarzem stanu USA Warrenem Christopherem, który uprzedził albańskiego ministra, że Stany Zjednoczone nie zaakceptują w Albanii systemu monopartyjnego, zdominowanego przez Demokratyczną Partię Albanii. W odpowiedzi Serreqi oświadczył, że wybory parlamentarne w 1996 będą sprawiedliwe i uczciwe. Funkcję ministra pełnił do 1996, kiedy wspólnie z grupą deputowanych (Dashamir Shehi, Agron Musaraj) zaczął krytykować politykę rządu A. Meksiego. Po odejściu z partii założył własne ugrupowanie Lëvizja per Demokraci (Ruch na rzecz Demokracji). Startował w wyborach 1997, ale nie zdobył mandatu deputowanego. Po wyborach wycofał się z życia publicznego.